# Johannes Eck

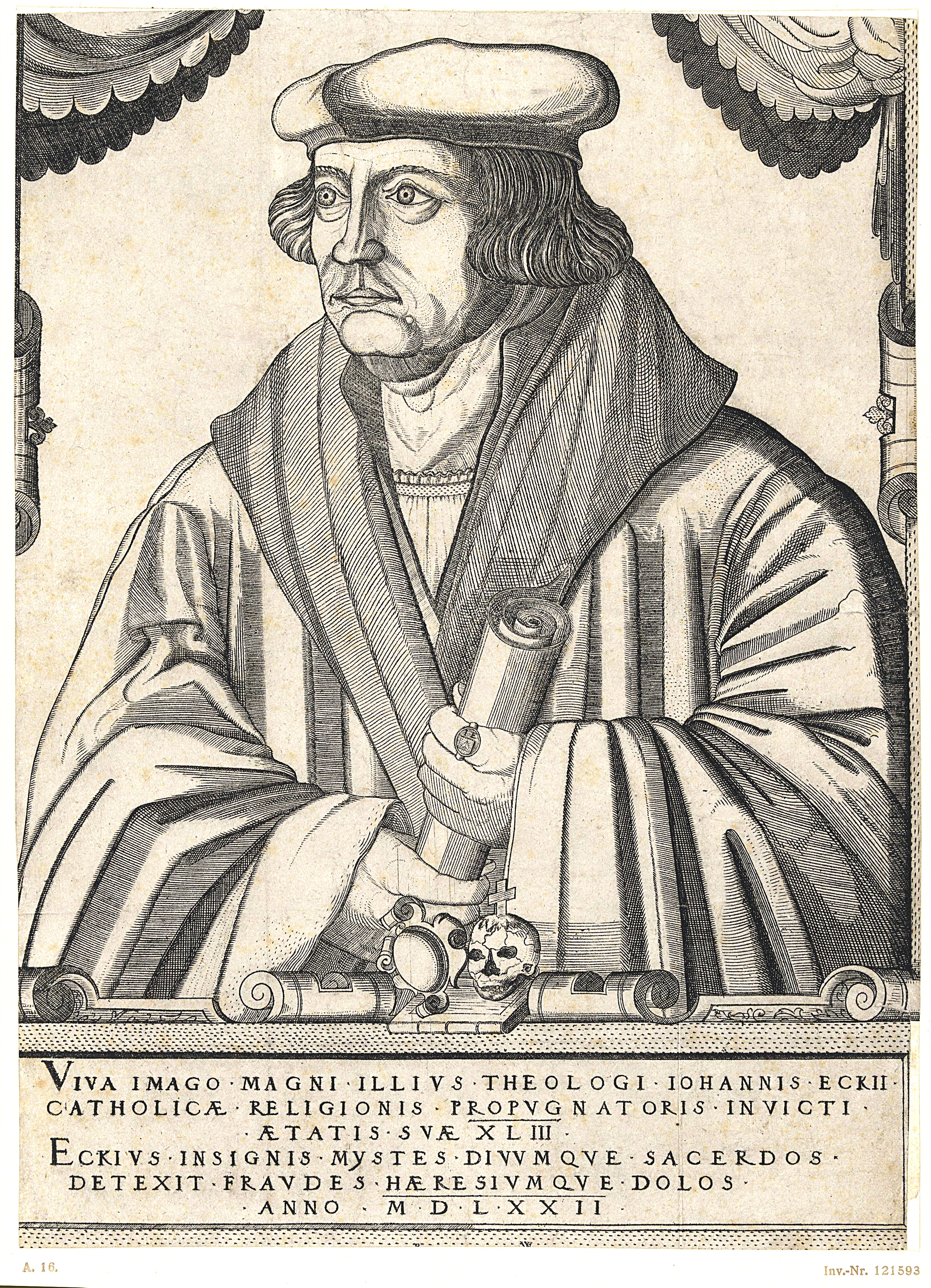
Johannes Eck

Johannes Eck (Egg an der Günz, 13 november 1486 - Ingolstadt, 15 februari 1543) was een Duits dominicaan en Rooms theoloog.
Johannes Eck heette eigenlijk Johann Maier maar werd in referentie naar zijn geboorteplaats veelal Eck (Egg) genoemd. Zijn opvoeding werd ter harte genomen door zijn oom, parochiepriester in Rottenburg am Neckar. Hij studeerde vanaf twaalfjarige leeftijd aan de Ruprecht-Karls-universiteit in Heidelberg, de Eberhard-Karls-Universiteit in Tübingen en de Universiteit van Keulen.  Hij werd op 13 december 1508 in Straatsburg tot priester gewijd.  Hij doctoreerde aan de universiteit van Freiburg alwaar hij ook mentor was van de latere anabaptist Balthasar Hubmaier.  Hij schreef er ook zijn eerste werk Ludicra logices exercitamenta. In 1510 werd hij aangesteld aan de universiteit van Ingolstadt waar ook onder meer Petrus Canisius zich ophield.  Hij zou tot aan zijn overlijden een sterke macht uitoefenen op de universiteit van Ingolstadt die ook een bolwerk zou worden bij de contrareformatie.  Later kreeg hij nog bijkomende aanstellingen in andere universiteiten, waaronder deze van Leipzig alwaar hij ook rector magnificus was.

## Oppositie tegen Maarten Luther
Eck voerde felle oppositie tegen de standpunten van Maarten Luther die hij in 1517 leerde kennen.  In 1519 vond gemodereerd door Petrus Mosellanus het beroemde dispuut van Leipzig (Leipziger Disputation) plaats tussen Andreas Karlstadt Bodenstein, Maarten Luther en Johannes Eck over onder meer het primaatschap van de paus. Eck stelde dat de ontkenning van de goddelijke instelling van dat pauselijk primaatschap Luther op één lijn stelde met Wyclif en Hus. Luther antwoordde hierop dat 'de leer van Wyclif en Hus inderdaad veel christelijke en evangelische elementen bevatte'. Daaruit volgde automatisch de conclusie dat het concilie van Konstanz, dat Hus in 1415 op de brandstapel had doen belanden, gedwaald had. Dit bevestigde Luther ook. Met het afwijzen van de onfeilbaarheid van de concilies wees Luther ook elk kerkelijk leerambt af: hij ontkende dat de kerk een bepaalde uitleg van de Bijbel verplicht kon opleggen, zonder dat daar beroep tegen mogelijk was. Volgens Luther was de Heilige Schrift (de 'Scriptura') voor de christenen de enige onfeilbare gezagsinstantie: 'Sola Scriptura!'.
Johannes Eck verwittigde paus Leo X die na verder onderzoek in 1520 met "Exsurge Domine" Luther eerst opriep tot inkeer te komen en vervolgens in 1521 middels "Decet Romanum Pontificem" excommuniceerde.  Leo X liet de publieke bekendmaking van Exsurge Domine over aan Eck, die ook de titel van apostolisch protonotaris had gekregen. In Duitsland diende hij door negatieve reacties bij de proclamatie enkele malen te vluchten voor het publiek.
- Biblioteca Nacional de España: XX1308192
- Bibliothèque nationale de France: cb125195211 (data)
- Catàleg d'autoritats de noms i títols de Catalunya: 981058515590206706
- CiNii: DA06307593
- Digitale Bibliotheek voor de Nederlandse Letteren: eck_038
- Gemeinsame Normdatei: 11852870X
- Historisch woordenboek van Zwitserland: 041208
- International Standard Name Identifier: 0000 0001 1453 2428
- Library of Congress Control Number: n80028622
- Nationale Bibliotheek van Tsjechië: jn20040421005
- Nationale Bibliotheek van Israël: 987007260640105171
- Nationale Bibliotheek van Polen: a0000002452880
- Nederlandse Thesaurus van Auteursnamen: 068313829
- Istituto Centrale per il Catalogo Unico: CFIV042559
- LIBRIS: 185869
- SNAC: w65q5b13
- Système universitaire de documentation: 034439218
- Trove: 1036083
- Virtual International Authority File: 100185986
- WorldCat: E39PBJqbqhXDhvmQ7yH8c8WRrq